# 民族团结临时政府

民族團結臨時政府（波蘭語：Tymczasowy Rząd Jedności Narodowej - TRJN）是根據国家全国委员会於1945年6月28日的法令成立的政府。它是波蘭工人黨（蘇聯支持）和波蘭流亡政府前總理斯坦尼斯瓦夫·米科瓦伊奇克的政治联盟。